# 佐藤彩
佐藤 彩（さとう あや、1983年4月12日 - ）は、北海道放送（HBC）のアナウンサー。

## 来歴・人物
- 札幌市立山鼻中学校・北海道札幌南高等学校･北海道大学水産学部を卒業。

大学時代はチアリーダーだった。大学の先輩にNHKの村上由利子がいる。
- 2007年に北海道放送入社。同期は松坂有希子。（系列局の同期にTBSの井上貴博、北陸放送（MRO）の谷川恵一がいる[1]。）
- 「座ったままでも熟睡できる便利な人間。生命力と根性なら負けません。何事にも体当たりで挑戦することをモットーに、目標に向かって一直線に突っ走ります。乗り越えられない壁はない!Let's Go!Let's Fight Win!」がモットー[2]。
- Mr. Childrenを気に入っている[3]。
- 世界遺産検定3級を取得している。
- 2011年に「山ガール」デビュー[4][5]。
- 2013年、温泉ソムリエの資格を取得[6]。
- 2014年12月31日更新の「あやぴん日記」にて結婚を報告[7]。
- 2020年10月、ヘアドネーションの為に、腰まで伸ばした髪の毛を31センチ切ってボブヘアになった[8]。
- 2021年7月、ビール検定2級合格。
- 2021年10月、北海道フードマイスター検定合格。
- 2022年、オートバイの免許を取得。愛車はホンダ・レブル250。

## 出演番組

### テレビ
- HBCニュース 不定期

### ラジオ
- 「朝刊さくらい（2014年3月28日 - ）[9]
- HBCニュース 不定期
- 道新ニュース 不定期

## 過去の出演番組

### テレビ
- Hana*テレビ（ - 2010年3月 隔週金曜日リポーター）
- ジョシアナ[10]（2008年10月 - 2009年3月）
- Eスポーツ（2007年9月8日 - ）
- ユメイロ。シネマ倶楽部（現在の『もくよう☆アプリ』）
- グッチーの 今日ドキッ!中継で出演していたが [11]、2013年6月18日より「モクゲキ」のコーナーに出演中(同日付の本人ブログ「あやぴん日記」)。
- もくよう☆アプリ [12]
- ほっかいどう経済ネオ[13]
- タカアンドトシ150の新発見（2018年12月22日、ナレーション）

### ラジオ
- にちようサウンドボックス（2010年4月4日 - 9月）
- オンリーワン ～On sunday～[14]（2010年10月 - 2011年3月）
- HBCミュージックナイター「フルカウント!」（2007年10月 - 2008年3月、2011年10月 - 2012年3月）
- おはよう歌謡曲
- 朝刊さくらい（2011年4月21日・22日、2013年1月15・16日、3月11・12日）

ピンチヒッターとして出演。
2013年10月7日及び11日、2014年6月18日、19日及び10月1日、2日、3日並びに11月14日の『朝刊さくらい』にもピンチヒッターとして出演。(同年10月6日及び10日、11日、2014年6月18日・19日及び10月1日・3日並びに11月14日更新の本人ブログ「あやぴん日記」)また、2015年3月19日、20日の同番組にもピンチヒッターとして出演(同年3月18日付の本人ブログ「あやぴん日記」)。
- カーナビラジオ午後一番!（2012年2月24日）

ピンチヒッターとして出演。
2015年1月9日、3月25日・26日の『カーナビラジオ午後一番!』にもピンチヒッターとして出演。(同日付の本人ブログ「あやぴん日記」)
- おぢさんツインカム
- あの街ツアーズ!! (2013年6月23日及び2014年3月2日・9日の放送に、ピンチヒッターとして出演。2013年6月21日付及び2014年2月28日更新の本人ブログ「あやぴん日記」)
- 4 you (2013年7月 - 2014年6月)※2014年6月28日更新の「あやぴん日記」

佐々木佑花アナウンサーと1週交代で出演。
- 山ちゃん美香の朝ドキッ!（2015年3月4日・6日）田村美香のカバー出演。[20]
- ウィークエンドナビ ファンダフル（2015年3月7日）堰八紗也佳のカバー出演。[20]
- 太陽グループ協賛HBCこども音楽コンクール（2014年7月 - ）
- 山ガール & 温泉ガール（2015年4月4日 - ）…同年4月3日更新の本人ブログ「あやぴん日記」
- カーナビラジオ午後一番!（2016年3月9日・10日）山根あゆみのカバー  [21]

## 連載
- HBCポッドキャスティング『ウィークリーHBC』[22]
- HBC女子アナはにかみダイアリー(スポーツニッポン北海道版、隔月、2007年8月30日 - )